# Portulaca molokiniensis
Portulaca molokiniensis, poznata i kao 'ihi, sukulentna je biljka endemična za Havaje. Ova biljka je na saveznom popisu ugroženih vrsta. Ima male žute cvjetove i kada se uzgaja iz sjemena može stvoriti kaudeks. Ova biljka se lako razmnožava.
Ova rijetka vrsta portulaka ograničena je na nekoliko obalnih mjesta na otoku Molokini (Maui), otočiću Puʻukoaʻe i zaljevu Kamōhio, Kahoʻolawe. Poznato je da raste u vulkanskom tufu, detritusu u podnožju morske litice i na strmim stjenovitim padinama od oko 9 do oko 115 metara.
Portulaca molokiniensis je rijedak endem Havajskih otoka gdje raste u rastresitom vulkanskom siparu na strmim padinama i u pijesku blizu mora na sušnim otočićima Molokini i Pu'ukoa'e te u zaljevu Kanhio na Kaho'olaweu uz zapadnu obalu Mauija. Iako mnogi smatraju da su havajski otoci bujni i vlažni, mjesta sakupljanja na tim otocima nalaze se na zavjetrinskoj strani, strani s kišnom sjenom, te su izuzetno suha. Iako je ovu biljku prvi put sakupio Charles N. Forbes na Molokiniju u veljači 1913., identificirana je kao Portulaca lutea, biljka koja je šire rasprostranjena po pacifičkim otocima. Ponovno je sakupljena kao Portulaca lutea 1920-ih, a zatim nije ponovno dokumentirana sve do sakupljanja krajem 1970-ih i početkom 1980-ih, gdje je zabilježena posebnost biljke, a havajski šumar Bob Hobdy ju je 1987. službeno opisao kao novu vrstu.